# Chaerophyllum
Chaerophyllum L., 1753 è un genere di piante angiosperme della famiglia delle Apiacee.

## Tassonomia
Il genere comprende le seguenti specie:
- Chaerophyllum acuminatum Lindl.
- Chaerophyllum aksekiense A.Duran & H.Duman
- Chaerophyllum andicola (Kunth) K.F.Chung
- Chaerophyllum angelicifolium M.Bieb.
- Chaerophyllum argenteum (Hook.f.) K.F.Chung
- Chaerophyllum aromaticum L.
- Chaerophyllum astrantiae Boiss. & Balansa
- Chaerophyllum atlanticum Coss. ex Batt.
- Chaerophyllum aurantiacum Post
- Chaerophyllum aureum L.
- Chaerophyllum australianum K.F.Chung
- Chaerophyllum azorellaceum (Buwalda) K.F.Chung
- Chaerophyllum azoricum Trel.
- Chaerophyllum basicola (Heenan & Molloy) K.F.Chung
- Chaerophyllum bobrovii Schischk.
- Chaerophyllum borneense (Merr.) K.F.Chung
- Chaerophyllum borodinii Albov
- Chaerophyllum brevipes (Mathias & Constance) K.F.Chung
- Chaerophyllum bulbosum L.
- Chaerophyllum buwaldianum (Mathias & Constance) K.F.Chung
- Chaerophyllum byzantinum Boiss.
- Chaerophyllum colensoi (Hook.f.) K.F.Chung
- Chaerophyllum coloratum L.
- Chaerophyllum confusum Woronow ex Grossh.
- Chaerophyllum creticum Boiss. & Heldr.
- Chaerophyllum crinitum Boiss.
- Chaerophyllum dasycarpum (Hook. ex S.Watson) Nutt. ex Bush
- Chaerophyllum daucoides (d'Urv.) K.F.Chung
- Chaerophyllum elegans Gaudin
- Chaerophyllum eriopodum (DC.) K.F.Chung
- Chaerophyllum guatemalense K.F.Chung
- Chaerophyllum gunnii (Mathias & Constance) K.F.Chung
- Chaerophyllum hakkiaricum Hedge & Lamond
- Chaerophyllum heldreichii Orph.
- Chaerophyllum hirsutum L.
- Chaerophyllum humile M.Bieb.
- Chaerophyllum involucratum (Hayata) K.F.Chung
- Chaerophyllum karsianum Kit Tan & Ocakv.
- Chaerophyllum khorossanicum Czerniak. ex Schischk.
- Chaerophyllum leucolaenum Boiss.
- Chaerophyllum libanoticum Boiss. & Kotschy
- Chaerophyllum lineare (Hemsl.) K.F.Chung
- Chaerophyllum macropodum Boiss.
- Chaerophyllum macrospermum (Willd. ex Schult.) Fisch. & C.A.Mey. ex Hohen.
- Chaerophyllum meyeri Boiss. & Buhse
- Chaerophyllum nanhuense (Chih H.Chen & J.C.Wang) K.F.Chung
- Chaerophyllum nivale Hedge & Lamond
- Chaerophyllum nodosum (L.) Crantz
- Chaerophyllum novae-zelandiae K.F.Chung
- Chaerophyllum orizabae (I.M.Johnst.) K.F.Chung
- Chaerophyllum papuanum (Buwalda) K.F.Chung
- Chaerophyllum plicatum (Mathias & Constance) K.F.Chung
- Chaerophyllum posofianum Erik & Demirkus
- Chaerophyllum prescottii DC.
- Chaerophyllum procumbens (L.) Crantz
- Chaerophyllum pulvinificum (F.Muell.) K.F.Chung
- Chaerophyllum pumilum (Ridl.) K.F.Chung
- Chaerophyllum ramosum (Hook.f.) K.F.Chung
- Chaerophyllum reflexum Lindl.
- Chaerophyllum roseum M.Bieb.
- Chaerophyllum rubellum Albov
- Chaerophyllum sessiliflorum (Hook.f.) K.F.Chung
- Chaerophyllum syriacum Heldr. & Ehrenb. ex Boiss.
- Chaerophyllum tainturieri Hook. & Arn.
- Chaerophyllum taiwanianum (Masam.) K.F.Chung
- Chaerophyllum temulum L.
- Chaerophyllum tenuifolium Poir.
- Chaerophyllum tolucanum (I.M.Johnst.) K.F.Chung
- Chaerophyllum villarsii W.D.J.Koch
- Chaerophyllum villosum Wall. ex DC.